# Hélène Ramjiawan
Lilawatie Hélène Ramjiawan (Paranam, 20 februari 1952 – Almere, 18 juni 2021) was een Surinaams kinderboekenschrijfster.

## Biografie
Haar vader, Sewcharan Narain, was bestuurder van bouwplaatsmachines voor de bauxietmaatschappij Suralco. Haar moeder, Boedhanie (Marie) Ramjiawan, was een modiste. Met haar toenmalige man kreeg Hélène in 1976 een zoon. Zij scheidden in 1986, vlak voor de geboorte van hun dochter. Ze bleven ondanks de scheiding samenwonen totdat ze in 1994 met haar beide kinderen emigreerde naar Nederland. In 2003 huwde zij opnieuw; in 2019 werd ze weduwe.
Ramjiawan slaagde in 1972 op de pabo als docent. Ze startte haar loopbaan op de rooms-katholieke lagere Heilig Hartschool in Paranam, waar ze een jaar les heeft gegeven. Vervolgens heeft ze 6 jaar als docent Engels gewerkt op de Swami Dayanand Mulo in Paramaribo.
Eenmaal in Nederland waren haar eerste banen in de schoonmaak, en in een kinderdagverblijf. In 1999 begon ze met lesgeven voor de ISA. In 2013 ging ze met vervroegd pensioen.

## Schrijfster
Hélène Ramjiawan behoorde tot de eerste lichting postkoloniale Surinaamse schrijvers. Terwijl Suriname aan de eind van de jaren tachtig ernstige schaarste kende, maakte het kinderboek juist een bloeiperiode mee, zowel kwalitatief als kwantitatief. Hélène Ramjiawan behoorde tot die lichting schrijvers. Ismene Krishnadath beet in 1989 het spits af met een nieuwe serie en Ramjiawan volgde in 1990 met haar serie kinderboeken die zich afspeelden rond het meisje Poek. Een overeenkomst tussen de opkomende schrijvers is dat zij weliswaar overwegend Hindoestaans zijn, maar allemaal christelijk zijn opgevoed. Hierdoor heeft de culturele etniciteit weinig weerslag in de boeken.
Ze richtte zich eerst op kleine kinderen, totdat ze in 1993 met Avonturen in Nickerie kwam voor de iets oudere jeugd. In hetzelfde jaar 1993 verschenen ook twee korte verhalen van Ramjiawan in de Vrouwenbundel, samengesteld door Ismene Krishnadath. In 1996 verscheen een Engelse vertaling van een kort verhaal van haar in The Caribbean Writer 10, onder de titel The Eye Doctor.
Ze werd door minister van Onderwijs Harold Rusland en president Venetiaan gezien als een positieve kracht voor kinderen. Haar kinderboeken stimuleerden het voorlezen voor kinderen en ook het lezen onder de kinderen. Zij kreeg om deze reden één dag per week betaald verlof om haar boeken en (voor-)lezen op scholen te promoten onder docenten en ouders. Ze kreeg zelfstandig voor elkaar dat haar boeken werden gesponsord door het bedrijfsleven.